# Kobicisztát
A kobicisztát az atazanavirral(en) vagy darunavirral(en) kombinációban alkalmazott gyógyszer HIV-fertőzés kezelésére.

## Hatásmód
A CYP3A(en) családba tartozó enzimeket gátolja. Ezek az enzimek bontják el magát a kobicisztátot (azok szubsztrátja), az atazanavirt és a darunavirt is. A kobicisztátnak önmagában nincs HIV elleni hatása. A másik két szer valamelyikének hatását erősíti azzal, hogy gátolja az azokat lebontó enzimeket.
A kobicisztát gyenge CYP2D6(en)-inhibitor, és kismértékben a CYP2D6 által metabolizálódik.

## Gyógyszer kölcsönhatások
A CYP3A enzimcsalád számos gyógyszer lebontását végzi. Kobicisztáttal együtt adva e gyógyszerek vérplazmaszintje nő, hatásuk fokozódik vagy elhúzódik, mellékhatások jelenhetnek meg. Ellenjavallt a kobicisztátot olyan szerekkel együtt adni, melyek lebontása nagymértékben függ a CYP3A enzimektől, pl.: dihidroergotamin(en), ergotamin(en), ergometrin(en), midazolám (orálisan alkalmazott), triazolám(en), amiodaron(en), kinidin, ciszaprid(en), pimozid(en), alfuzozin(en), szimvasztatin, lovasztatin(en) valamint szildenafil. E szerek emelkedett plaszmaszintje életveszélyes állapotot okozhat.
A kobicisztátot ellenjavallt olyan gyógyszerekkel együtt adni, melyek a CYP3A-enzimek hatását növelik, ez ui. csökkentené a kobicisztát, végső soron pedig az atazanavir vagy darunavir hatását, és vírusrezisztencia kialakulásához vezetne. Erős CYP3A-induktor pl. a közönséges orbáncfű (Hypericum perforatum), rifampicin, karbamazepin, fenobarbitál, fenitoin. Közepes és gyenge CYP3A-induktor pl. az etravirin(en), efavirenz(en), nevirapin(en), boceprevir(en), telaprevir(en), flutikazon és a bozentán(en).
A kobicisztátot más CYP3A-gátlóval együtt adva megnőhez a kobicisztát vérplazmaszintje. Ilyen pl. a itrakonazol, ketokonazol, és a vorikonazol(en).

## Ellenjavallatok
65 év feletti és 18 év alatti betegeken nem vizsgálták a kobicisztát hatását; ebben a korosztályban a kobicisztát ellenjavallt.
A kobicisztát gátolja a tubuláris kreatinin(en)-kiválasztást, ezáltal a kreatinin-clearance-et. Nem vizsgáltak olyan HIV-betegeket, akik kreatinin-clearance-e
70 ml/percnél alacsonyabb volt. Ha a beteg ilyen érték mellett bármilyen más, a kreatinin-clearance(en) alapján módosítandó adagú szert szed, akkor a kezelést nem szabad megkezdeni. Dialízisben részesülő betegeken nem vizsgálták a kobicisztát hatását.
Súlyos májkárosodásban nem vizsgálták a kobicisztátot.
Nem vizsgálták a kobicisztátot terhes nőkön. Az állatkísérletek igazolták, hogy a kobicisztát kiválasztódik az anyatejbe, az újszülöttre pedig ismeretlen a hatása, ezért szoptatás alatt is ellenjavallt.

## Mellékhatások
Gyakori mellékhatások
- fokozott étvágy, a vércukorszint emelkedése, az ízérzékelés zavara
- hányinger, hányás, hasmenés, puffadás, hasfájás
- kiütés
- fáradtság, álmatlanság, rendellenes álmok
- fejfájás, szédülés, aluszékonyság
- sárgaság, a bilirubinszint emelkedése

## Biztonságossági vizsgálatok
Az állatkísérletekben termékenységgel és az utóddal kapcsolatos káros hatást nem találtak. Jelentős túladagoláskor patkányoknál a magzat gerincoszlopának és szegycsontjának csontosodási zavara lépett fel.
Kutyáknál és nyulak EKG-jában a kobicisztát kismértékben megnyújtatta a QT- és PR-intervallumot. 10-szeres túladagoláskor kutyáknál csökkent a bal kamrai funkció.
Hosszú távú vizsgálatban patkányoknál rákkeltő hatást találtak, mely fajspecifikusnak bizonyult, és egereknél nem fordult elő. Embernél nem várható karcinogén hatás.

## Adagolás
150 mg kobicisztátot naponta egyszer, étkezés közben, szájon át kell bevenni 300 mg atazanavirral vagy 800 mg darunavirral együtt.
A kobicisztátot elsősorban a máj bontja le és választja ki. Enyhe vagy közepes májkárosodásban nincs szükség a kezelés módosítására. Súlyos májkárosodásra, hepatitisz B vagy C-re vonatkozóan nincsenek adatok.
A kobicisztát 86%-ban a széklettel, 8%-ban a vizelettel ürül. Súlyos vesekárosodásban sincs szükség az adag módosítására.

## Készítmények
- Tybost
- Stribild[3] (elvitegravir(en), kobicisztát, emtricitabin(en) és tenofovir dizoproxil fumarát(en) kombinációja)
- Symtuza (darunavir, kobicisztát, emtricitabin és tenofovir alafenamide fumarat kombinációja)

Magyarországon nincs forgalomban.